# Prinia fluviatilis
Prinia fluviatilis là một loài chim trong họ Cisticolidae.